# Прудище
Пруди́ще — село в Україні, у Ямпільській селищній громаді Шосткинського району Сумської області. Населення становить 226 осіб. До 2020 орган місцевого самоврядування — Ямпільська селищна рада.

## Географія
Село Прудище розміщене на відстані 1 км від сіл Ростов і Ольжине, за 3 км — с-ще Ямпіль. Село оточене великим лісовим масивом (сосна, дуб).

## Історія
12 червня 2020 року, відповідно до розпорядження Кабінету Міністрів України № 723-р «Про визначення адміністративних центрів та затвердження територій територіальних громад Сумської області», село увійшло до складу Ямпільської селищної громади.
19 липня 2020 року, в результаті адміністративно-територіальної реформи та ліквідації Ямпільського району, село увійшло до складу новоутвореного Шосткинського району.

## Пам'ятки природи
- Прудищанський заказник — ландшафтний заказник місцевого значення, створений на території лісового масиву Прудищанського лісництва Свеського лісового господарства, який розташований вздовж річки Івотка. Включає заповідне урочище Прудищанська дача.